# Boninho
José Bonifácio Brasil de Oliveira (São Paulo, 4 de novembro de 1961), mais conhecido como Boninho, é um diretor de televisão brasileiro.

## Biografia e carreira
É filho de José Bonifácio de Oliveira Sobrinho, o Boni, e da artista plástica Regina Helena Boni.
Casou-se em 1983 com a socialite Narcisa Tamborindeguy, união que acabou em 1986, da qual nasceu sua filha Mariana. Entre 1995 e 1998, foi casado com Kátia D'Ávila, mãe de seu filho Pedro. Desde 1999, Boninho é casado com a atriz Ana Furtado, com quem tem uma filha chamada Isabella, nascida em 1 de maio de 2007.

### Rádio Excelsior
Começou sua carreira na Rádio Excelsior FM, em 1978.

### Globo
Reestruturou a Rádio Globo FM (Sistema Globo de Rádio) e criou e dirigiu o programa de videoclipes Clip Clip na Rede Globo, de 16 de setembro de 1984 até março de 1987 (no ar aos domingos às 12h45). Boninho dirigiu diversos videoclipes para o Fantástico e para bandas como Ultraje a Rigor, Titãs, Os Ronaldos, entre outras. Fez quadros de games para o Domingão do Faustão, apresentado por Fausto Silva.
Criou, juntamente com o artista gráfico Luiz Ferré e com o manipulador Beto Dorneles, o infantil TV Colosso. Idealizou o Angel Mix e dirigiu diversos eventos como: Rolling Stones, Lady Gaga, AC/DC, LMFAO, Hollywood Rock, Free Jazz, Prêmio TIM, entre outros. Em 1992, foi o responsável pela criação e programação do canal a cabo Multishow.
Foi o responsável, também, pela divulgação, criação e desenvolvimento do formato reality show no Brasil, como o: No Limite, Hipertensão, Jogo Duro e de 2002 a 2024, o Big Brother Brasil. Já supervisionou os programas Vídeo Show, Mais Você, de Ana Maria Braga, Encontro com Fátima Bernardes e criou o É de Casa. Boninho também foi supervisor nos musicais Superstar, Popstar, The Voice Brasil (apresentado por Tiago Leifert e agora por André Marques) e The Voice Kids Brasil (apresentado por André Marques). Já foi diretor de núcleo do Estrelas, Caldeirão do Huck, TV Xuxa e SóTocaTop. Foi diretor de gênero de variedades na Rede Globo.
Em 2020, dirigiu o The Voice Brasil em ano de pandemia. Chegou a participar ao vivo da semifinal do The Voice, interagindo com os jurados e celebrando os participantes.
Em 13 de setembro de 2024, Boninho anuncia seu afastamento da Rede Globo, encerrando um ciclo de 40 anos na emissora.
Em seus últimos na Globo, controlou o Caldeirão com Mion, o Tamanho Família e os eventos Rock in Rio e Lollapalooza o reality show Big Brother Brasil, apresentado por Tadeu Schmidt e o Carnaval Globeleza, com os apresentadores do Rio de Janeiro e São Paulo.

## Filmografia

### Programas
| Ano      | Título                        | Função                             |
| -------- | ----------------------------- | ---------------------------------- |
| 1982-83  | Vídeo Show                    | Assistente de Direção              |
| 1984–87  | Clip Clip                     | Diretor Geral                      |
| 1989-94  | Domingão do Faustão           | Diretor de show                    |
| 1990-92  | Multishow                     | Diretor Geral e Programação        |
| 1992-95  | Fantástico                    | Diretor de Entretenimento          |
| 1991–92  | Show do Mallandro             | Diretor                            |
| 1993–97  | TV Colosso                    | Criador, Diretor Geral e de Núcleo |
| 1994     | TV Zona                       | Diretor Geral                      |
| 1994     | Réveillon do Faustão          | Diretor Geral                      |
| 1996–98  | Angel Mix                     | Diretor Geral                      |
| 1996–98  | Caça Talentos                 | Diretor de Núcleo                  |
| 2006–13  | Estrelas                      | Diretor de Núcleo                  |
| 2007–19  | Mais Você                     | Diretor de Núcleo                  |
| 2009–13  | Vídeo Show                    | Diretor de Núcleo                  |
| 2012     | Video Game                    | Diretor de Núcleo                  |
| 2013–14  | TV Xuxa                       | Diretor de Núcleo                  |
| 2013–19  | Encontro com Fátima Bernardes | Diretor de Núcleo                  |
| 2015–19  | Vídeo Show                    | Diretor de Núcleo                  |
| 2015     | Tomara que Caia               | Diretor de Núcleo                  |
| 2015–19  | É de Casa                     | Diretor de Núcleo                  |
| 2016 -19 | Zero1                         | Diretor de Núcleo                  |
| 2025     | BBB: O Documentário           | Entrevistado                       |

### Reality shows
| Ano       | Título             | Função            |
| --------- | ------------------ | ----------------- |
| 2000–01   | No Limite          | Diretor Geral     |
| 2002–2024 | Big Brother Brasil | Diretor de Núcleo |
| 2003      | O Jogo             | Diretor de Núcleo |
| 2009      | Jogo Duro          | Diretor de Núcleo |
| 2009      | No Limite          | Diretor de Núcleo |
| 2010–11   | Hipertensão        | Diretor de Núcleo |
| 2012–23   | The Voice Brasil   | Diretor de Núcleo |
| 2014–16   | Superstar          | Diretor de Núcleo |
| 2016–23   | The Voice Kids     | Diretor de Núcleo |
| 2017–19   | Popstar            | Diretor de Núcleo |

### Especiais
| Ano     | Título                                       | Função            |
| ------- | -------------------------------------------- | ----------------- |
| 1991    | Zezé Di Camargo & Luciano Especial           | Diretor           |
| 1992    | Leandro & Leonardo                           | Diretor           |
| 1997    | David Coopperfield – 15 anos de Mágica       | Diretor de Núcleo |
| 1998    | Rolling Stones 98 - Turnê Bridges to Babylon | Diretor Geral     |
| 1998    | Feliz Ano Novo                               | Diretor de Núcleo |
| 1999    | Mama África                                  | Diretor de Núcleo |
| 2004–05 | Correndo Atrás                               |                   |
| 2009–15 | TV Globinho                                  |                   |
| 2013    | Caldeirão do Huck                            |                   |